# Brigadoon
Brigadoon, amerikansk film från 1954. Filmen hade svensk premiär den 4 april 1955. Den bygger på en musikal av Alan Jay Lerner och Frederick Loewe.

## Handling
Två amerikaner är på en jaktresa i Skottland. De går vilse, och stöter oväntat på en liten by, Brigadoon, som inte finns med på deras kartor. Byn försvann 1754, och kommer bara tillbaka en gång varje århundrade. En av jägarna blir kär i en tjej från byn.

## Om filmen
Brigadoon är regisserad av Vincente Minnelli och med bland andra Gene Kelly och Cyd Charisse i de ledande rollerna.
Filmen vann en Golden Globe för bästa foto.

## Rollista (i urval)
- Gene Kelly - Tommy Albright, amerikansk jägare
- Van Johnson - Jeff Douglas, amerikansk jägare
- Cyd Charisse - Fiona Campbell, tjej från Brigadoon
- Elaine Stewart - Jane Ashton
- Barry Jones - Mr. Lundie
- Hugh Laing - Harry Beaton
- Albert Sharpe - Andrew Campbell
- George Chakiris - dansare